# Sân vận động Quốc gia Bắc Kinh
Sân vận động Quốc gia Bắc Kinh, tên chính thức là Sân vận động Quốc gia (tiếng Trung: 国家体育场; bính âm: Guójiā Tǐyùchǎng, Quốc gia Thể dục trường; nghĩa đen 'Sân vận động Quốc gia'), cũng được gọi là Tổ chim (鸟巢; Niǎocháo), là một sân vận động có sức chứa 91.000 người ở Bắc Kinh. Sân vận động được thiết kế bởi các kiến trúc sư Jacques Herzog và Pierre de Meuron từ nhóm kiến trúc có trụ sở tại Basel, Herzog & de Meuron, kiến trúc sư dự án Stefan Marbach, nghệ sĩ Ngải Vị Vị và CADG, được chỉ huy bởi kiến trúc sư trưởng Li Xinggang. Sân vận động được thiết kế để sử dụng trong suốt Thế vận hội Mùa hè 2008 và Thế vận hội dành cho người khuyết tật Mùa hè 2008 và sẽ được sử dụng lại trong Thế vận hội Mùa đông 2022 và Thế vận hội dành cho người khuyết tật Mùa đông 2022. Tổ chim đôi khi có thêm một số màn hình lớn tạm thời được lắp đặt tại khán đài của sân vận động.

## Lịch sử

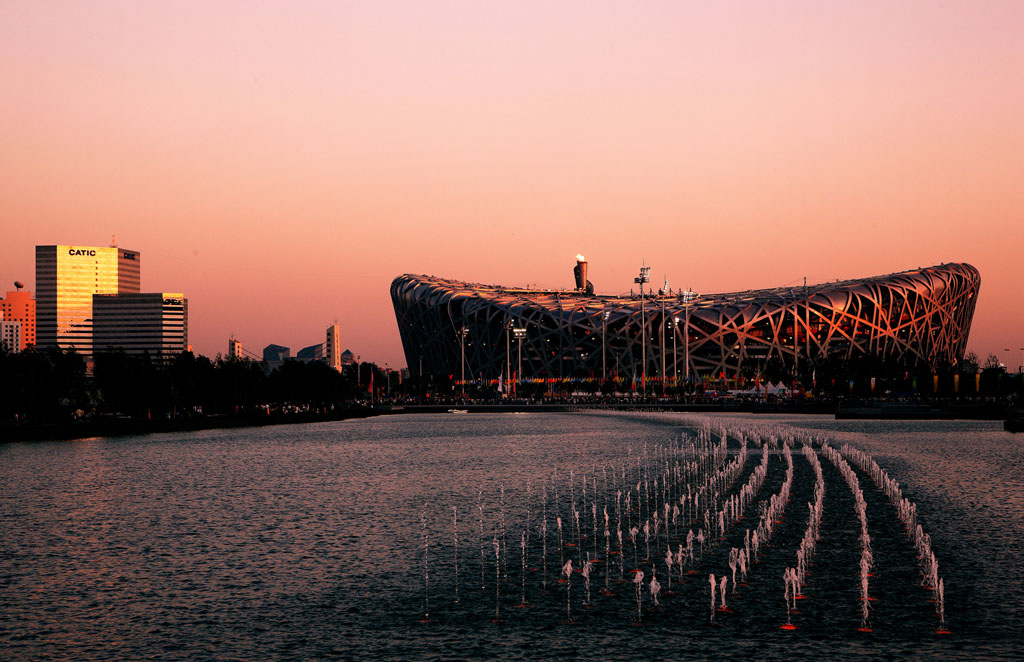
Tổ chim vào năm 2008

Nằm tại Olympic Green, sân vận động có kinh phí 428 triệu USD. Thiết kế đã được trao cho một đệ trình từ công ty kiến trúc Thụy Sĩ Herzog & de Meuron vào tháng 4 năm 2003 sau một quá trình đấu thầu bao gồm 13 lần đệ trình cuối cùng. Thiết kế, bắt nguồn từ nghiên cứu gốm sứ Trung Quốc, đã thực hiện các dầm thép để che giấu các giá đỡ cho mái nhà có thể thu vào; tạo cho sân vận động sự xuất hiện của một tổ chim. Nghệ sĩ hàng đầu Trung Quốc Ngải Vị Vị là nhà tư vấn nghệ thuật cho dự án. Mái che có thể thu vào sau đó đã được gỡ bỏ khỏi thiết kế sau khi truyền cảm hứng cho khía cạnh dễ nhận biết nhất của sân vận động. Sân vận động được khởi công vào ngày 24 tháng 12 năm 2003 và sân vận động chính thức khai trương vào ngày 28 tháng 6 năm 2008. Một trung tâm mua sắm và khách sạn được lên kế hoạch xây dựng để tăng cường sử dụng sân vận động, đã gặp khó khăn trong việc thu hút các sự kiện, bóng đá và các sự kiện khác, sau Thế vận hội.

### Đấu thầu
Năm 2001, trước khi Bắc Kinh được trao quyền chủ nhà các giải đấu, thành phố đã tổ chức một quá trình đấu thầu để chọn ra thiết kế đấu trường tốt nhất. Nhiều yêu cầu bao gồm khả năng sử dụng sau Thế vận hội, mái che có thể thu vào và chi phí bảo trì thấp, được yêu cầu cho mỗi thiết kế. Danh sách đầu vào được thu hẹp đến mười ba thiết kế cuối cùng. Trong số mười ba cuối cùng, Li Xinggang thuộc Tập đoàn nghiên cứu và thiết kế kiến trúc Trung Quốc (CADG), cho biết sau khi ông đặt mô hình đề xuất "tổ" tại phòng triển lãm và nhìn thấy các mục đối thủ mà ông nghĩ cho mình, "Chúng tôi sẽ giành chiến thắng." Mô hình được phê duyệt là thiết kế hàng đầu bởi một hội đồng chuyên nghiệp và sau đó được trưng bày cho công chúng. Một lần nữa, nó được chọn là thiết kế hàng đầu. Thiết kế "sơ đồ tổ" đã trở thành chính thức vào tháng 4 năm 2003.

### Thiết kế

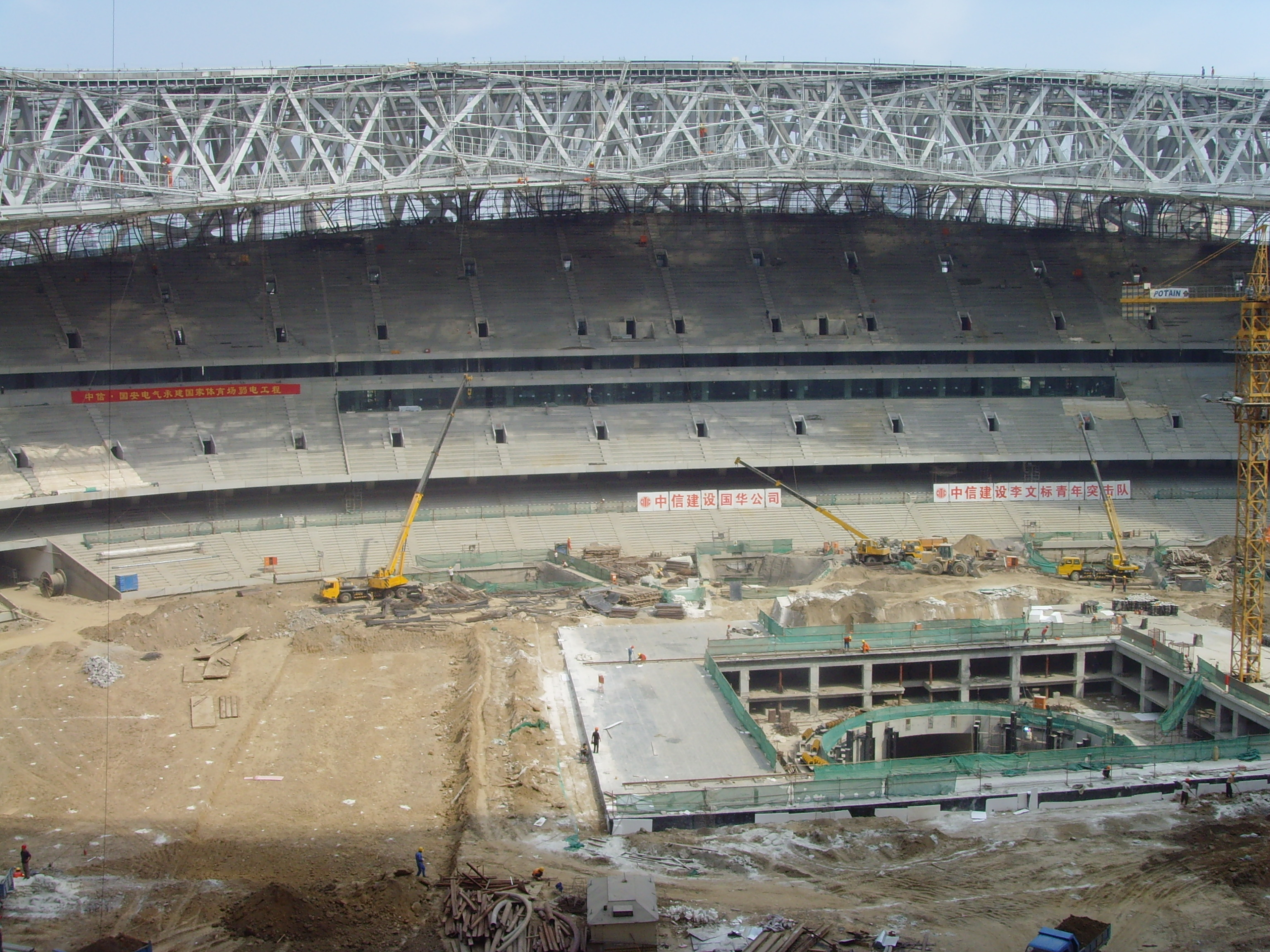
Sân vận động đang xây dựng vào tháng 9 năm 2007

— Li Xinggang, kiến trúc sư trưởng của CADG
Sân vận động Quốc gia Bắc Kinh (BNS) là một liên doanh giữa các kiến trúc sư Jacques Herzog và Pierre de Meuron của Herzog & de Meuron, kiến trúc sư dự án Stefan Marbach và CADG, được lãnh đạo bởi kiến trúc sư trưởng Li Xinggang. Trong cuộc họp đầu tiên của họ vào năm 2003 tại Basel, nhóm đã quyết định làm một cái gì đó không giống như Herzog và de Meuron được thiết kế theo truyền thống. "Trung Quốc muốn có một cái gì đó mới cho sân vận động rất quan trọng này", Li tuyên bố. Trong nỗ lực thiết kế một sân vận động "xốp" đồng thời là "một tòa nhà tập thể, một con tàu công cộng", nhóm nghiên cứu gốm sứ Trung Quốc. Dòng suy nghĩ này đã đưa nhóm đến "sơ đồ tổ". Sân vận động bao gồm hai cấu trúc độc lập, cách nhau 50 feet: một cái sân ngồi bằng bê tông màu đỏ và khung thép bên ngoài xung quanh nó.
Trong nỗ lực che giấu các giá đỡ bằng thép cho mái che có thể thu vào, được yêu cầu trong quá trình đấu thầu, nhóm đã phát triển "thép bổ sung trông ngẫu nhiên" để trộn các giá đỡ vào phần còn lại của sân vận động. Hai mươi bốn cột kèo bao quanh bát bên trong, mỗi cột nặng 1.000 tấn. Mặc dù sự xuất hiện ngẫu nhiên của Sân vận động, mỗi nửa gần như đối xứng. Sau sự sụp đổ của một mái nhà tại sân bay Charles de Gaulle, Bắc Kinh đã xem xét tất cả các dự án lớn. Nó đã được quyết định loại bỏ mái che có thể thu vào, nguồn cảm hứng ban đầu cho thiết kế "tổ", cũng như 9.000 chỗ ngồi từ thiết kế. Việc loại bỏ các yếu tố đã giúp đưa dự án vào ngân sách xây dựng giảm 290 triệu USD, từ mức 500 triệu USD ban đầu. Với việc loại bỏ mái che có thể thu vào, công trình đã được chiếu sáng, giúp nó đứng vững trước hoạt động địa chấn; tuy nhiên, phần trên của mái che đã được thay đổi để bảo vệ người hâm mộ khỏi thời tiết. Enerpac đã được cấp hợp đồng để thực hiện giai đoạn nâng và hạ mái sân vận động như một phần của quá trình xây dựng. Công ty TNHH Kỹ thuật Điện Quốc gia Trung Quốc CNEEC và Công ty Cơ khí Quốc gia Trung Quốc đã nâng và hàn kết cấu thép. Do hình dáng bên ngoài của sân vận động, nó có biệt danh là "Tổ chim". Cụm từ này lần đầu tiên được sử dụng bởi Herzog & de Meuron, mặc dù cặp đôi vẫn tin rằng "nên có nhiều cách nhận thức về một công trình." Việc sử dụng là một lời khen mà Li giải thích: "Ở Trung Quốc, một tổ chim rất đắt tiền, thứ gì đó bạn ăn vào những dịp đặc biệt."

### Xây dựng
Việc xây dựng sân vận động được tiến hành theo nhiều giai đoạn khác nhau, giai đoạn đầu tiên liên quan đến việc xây dựng một kết cấu bê tông dựa trên nền móng bê tông được đặt cho công trường. Tiếp theo đó là việc lắp đặt theo giai đoạn của khung thép cong bao quanh sân vận động, phần lớn là tự hỗ trợ. Việc lắp đặt theo giai đoạn này liên quan đến việc kết nối các phần của khung thép cong được xây dựng ở Thượng Hải và vận chuyển đến Bắc Kinh để lắp ráp và hàn. Toàn bộ cấu trúc của các phần liên kết được hàn lại với nhau như là phương tiện liên kết chính được sử dụng để lắp ráp toàn bộ cấu trúc tổ xung quanh. Sau khi loại bỏ các cột hỗ trợ được sử dụng cho mục đích tiến hành lắp ráp các phần kết nối với nhau, cấu trúc tổ hoàn thành đã ổn định khoảng 27 cm để đạt được sự ổn định hoàn toàn trước khi thiết kế và xây dựng sân vận động có thể được lắp đặt và hoàn thành.

### Hoàn thành
Mặt đất đã được xây dựng tại Olympic Green, cho Sân vận động Quốc gia Bắc Kinh vào ngày 24 tháng 12 năm 2003. Vào thời kỳ đỉnh cao, 17.000 công nhân xây dựng đã làm việc trên sân vận động. Chân dung của 143 công nhân nhập cư tại công trường xây dựng đã được giới thiệu trong cuốn sách Công nhân (Gong Ren) của nghệ sĩ Helen Couchman. Vào ngày 1 tháng 1 năm 2008, The Times báo cáo rằng 10 công nhân đã chết trong khi xây dựng; bất chấp sự phủ nhận từ chính phủ Trung Quốc. Tuy nhiên, trong một câu chuyện vào tuần sau, Reuters, với sự hỗ trợ của chính phủ Trung Quốc, đã báo cáo rằng chỉ có hai công nhân đã chết. Tất cả 121.000 tấn thép được sản xuất tại Trung Quốc. Vào ngày 14 tháng 5 năm 2008, sân cỏ rộng 7.811 mét vuông đã được lắp đặt trong 24 giờ. Mặt sân này là một hệ thống sân cỏ mô-đun của GreenTech ITM. Sân vận động Quốc gia Bắc Kinh chính thức khai trương tại một buổi lễ vào ngày 28 tháng 6 năm 2008.

## Tính năng và sự kiện

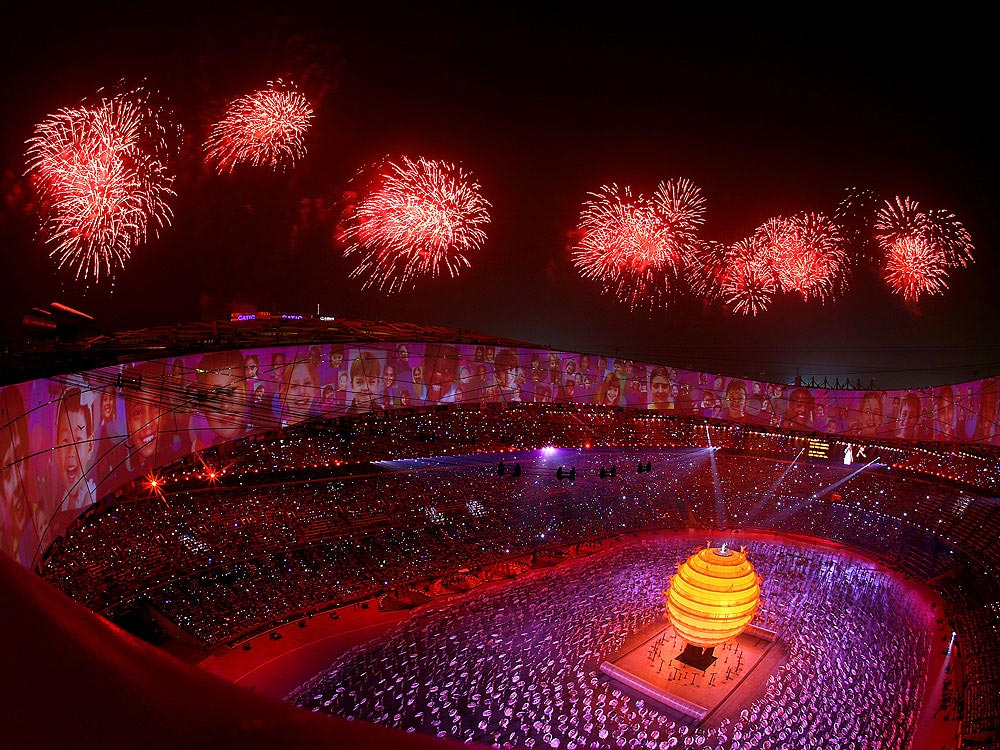
Lễ khai mạc Thế vận hội Mùa hè 2008.

Các khán đài phía Đông và Tây của Sân vận động Quốc gia Bắc Kinh cao hơn các khán đài phía Bắc và phía Nam, nhằm cải thiện tầm nhìn. Một trạm thu nước mưa 24 giờ mỗi ngày được đặt gần sân vận động; sau khi nước được tinh lọc, nó được sử dụng khắp và xung quanh sân vận động. Các đường ống đặt dưới bề mặt thi đấu thu nhiệt vào mùa đông để sưởi ấm sân vận động và hơi lạnh vào mùa hè để làm mát sân vận động. Thiết kế của sân vận động ban đầu có sức chứa 100.000 người; tuy nhiên 9.000 chỗ ngồi đã bị loại bỏ trong quá trình đơn giản hóa thiết kế. Tổng số 91.000 ghế mới đã bị cắt giảm thêm khi 11.000 ghế tạm thời bị loại bỏ sau Olympic 2008; nâng sức chứa của sân vận động lên 80.000 người. Chỗ ngồi xa nhất cách trường trung tâm 460 feet (140 mét). Nhiệt độ và luồng không khí của mọi bề mặt được tối ưu hóa để tăng khả năng thông gió.
Sân vận động Quốc gia Bắc Kinh tổ chức lễ khai mạc và bế mạc, các sự kiện điền kinh và trận chung kết môn bóng đá của Thế vận hội Mùa hè 2008 từ ngày 8 đến ngày 24 tháng 8 năm 2008. Sân vận động này cũng tổ chức lễ khai mạc và bế mạc và các sự kiện thể thao của Thế vận hội Mùa hè dành cho người khuyết tật 2008 từ ngày 6 đến ngày 17 tháng 9 năm 2008. Mặc dù được thiết kế cho các sự kiện điền kinh của Thế vận hội, sân vận động này vẫn tiếp tục tổ chức các sự kiện thể thao, chẳng hạn như bóng đá sau này. Một trung tâm mua sắm và một khách sạn, với các phòng nhìn ra sân vận động, được lên kế hoạch để giúp tăng cường sử dụng sau Thế vận hội. Li tuyên bố, "Đây sẽ trở thành không gian công cộng quan trọng nhất ở Bắc Kinh."
Mặc dù bị giới truyền thông Trung Quốc phớt lờ, cố vấn thiết kế Ngải Vị Vị vẫn lên tiếng về quan điểm tẩy chay Thế vận hội của ông và tách bản thân khỏi dự án, nói rằng "Tôi đã quên mất nó. Tôi từ chối mọi yêu cầu chụp ảnh cùng nó", và rằng đó là một phần của "nụ cười giả vờ" có hương vị tồi tệ.

### Bóng đá
Vào năm kỷ niệm đầu tiên, ngày 8 tháng 8 năm 2009, sân vận động đã tổ chức buổi biểu diễn của vở opera Turandot và trận chung kết Supercoppa Italiana (Siêu cúp Ý) năm 2009, màn kéo màn truyền thống cho mùa giải bóng đá Ý. Vào tháng 8 năm 2011, Tổ chim một lần nữa tổ chức Supercoppa Italiana, sân vận động thứ hai trong ba năm và cũng vào năm 2012.
Câu lạc bộ bóng đá Bắc Kinh Quốc An dự kiến chơi tại sân vận động này, nhưng sau đó đã từ chối thỏa thuận của họ, với lý do là sự bối rối khi sử dụng địa điểm hơn 80.000 chỗ ngồi cho các trận đấu thường chỉ thu hút hơn 10.000 người một chút.
Vào tháng 7 năm 2010, sân vận động đã tổ chức trận đấu giao hữu giữa đội vô địch EFL Championship Birmingham City và Bắc Kinh Quốc An như một phần trong chuyến đi trước mùa giải của Birmingham đến Trung Quốc, quê hương của chủ sở hữu câu lạc bộ Carson Yeung. Birmingham City đã giành chiến thắng 1–0 trong trận đấu.
Arsenal và Manchester City đã đấu với nhau trong trận khai mạc 'China Cup', một trận đấu diễn ra tại Bắc Kinh diễn ra vào ngày 27 tháng 7 năm 2012. Manchester City đã giành chiến thắng với tỷ số 2–0.
Sân vận động này cũng được sử dụng cho các trận đấu quốc tế của đội tuyển bóng đá quốc gia Trung Quốc trong vòng loại giải vô địch bóng đá thế giới 2018, tuy nhiên Team Dragon đã không thi đấu bất kỳ trận nào kể từ khi sân vận động mở cửa.
Vào ngày 25 tháng 7 năm 2016, Manchester City dự kiến gặp Manchester United trong khuôn khổ International Champions Cup 2016. Tuy nhiên, trận đấu đã bị hủy do trời mưa to làm ướt mặt sân, điều kiện mặt sân kém do nấm mốc và mặt sân bị mục.
Vào ngày 22 tháng 7 năm 2017, Arsenal và Chelsea đã đấu với nhau trong một trận giao hữu.
NASL International Series
Vào ngày 21 tháng 7 năm 2021, Aletico Madrid dự kiến gặp Arsenal trong khuôn khổ NASL Asia Games.
Vào ngày 26 tháng 7 năm 2021, Arsenal dự kiện gặp PSG trong khuôn khổ NASL Asia Games.
Vào ngày 31 tháng 7 năm 2021, PSG dự kiến gặp Aletico Madrid trong khuôn khổ NASL Asia Games.

### Các sự kiện thể thao khác
Sân vận động đã tổ chức lễ hội đua xe mô tô Race of Champions 2009. Vào năm 2014 và 2015, giải đua xe Formula E đã tổ chức giải ePrix Bắc Kinh tại Công viên Olympic Bắc Kinh.
Vào ngày 1 tháng 11 năm 2010, IAAF thông báo rằng Giải vô địch điền kinh thế giới 2015 sẽ diễn ra tại Sân vận động Quốc gia Bắc Kinh.
Vào ngày 29 tháng 7 năm 2017, sân vận động đã tổ chức Monster Jam và Stadium Super Trucks, đánh dấu cuộc đua Trung Quốc đầu tiên cho cả hai loạt đua. Tay đua người Trung Quốc Li Ya Tao nằm trong số mười tay đua cạnh tranh trong cuộc đua Stadium Super Trucks.
Vào ngày 4 tháng 11 năm 2017, sân vận động đã tổ chức Chung kết thế giới Liên Minh Huyền Thoại 2017.

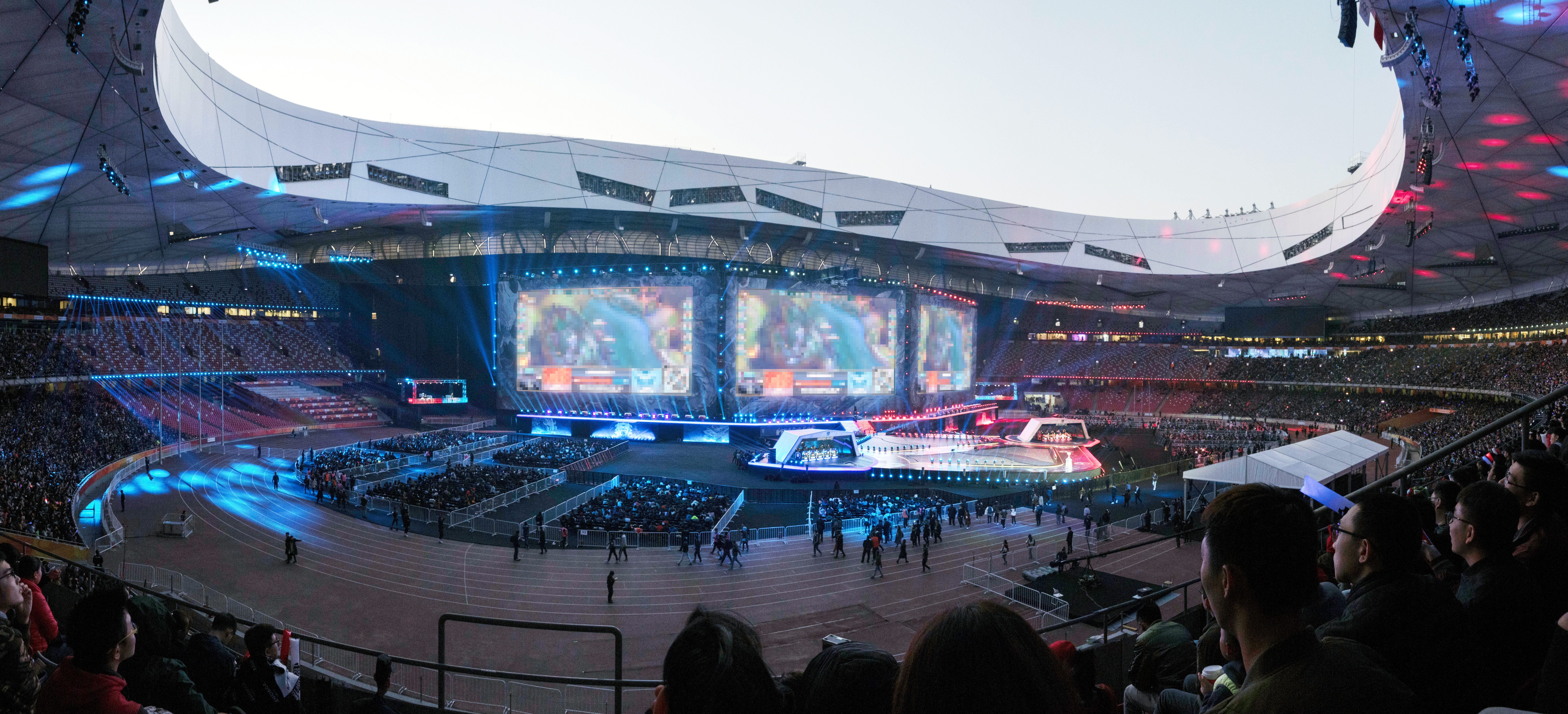
Sân khấu của Chung kết thế giới Liên Minh Huyền Thoại 2017 giữa SK Telecom T1 và Samsung Galaxy

### Buổi hòa nhạc
Thành Long là nghệ sĩ đầu tiên tổ chức buổi hòa nhạc nhạc pop tại sân vận động vào ngày 2 tháng 4 năm 2009.
Ngôi sao nhạc pop Mỹ-Trung Vương Lực Hoành đã tổ chức buổi hòa nhạc pop solo đầu tiên tại sân vận động vào ngày 14 tháng 4 năm 2012. Ban nhạc Đài Loan Ngũ Nguyệt Thiên đã biểu diễn tại sân vận động trong hai đêm từ 29 đến 30 tháng 4 năm 2012. Họ là ban nhạc đầu tiên tổ chức các buổi hòa nhạc kéo dài hai ngày tại sân vận động. Họ đã trở lại sân vận động để tổ chức ba buổi diễn cháy vé vào tháng 8 năm 2016 và hai buổi diễn của Mayday Life Tour vào tháng 8 năm 2017.
Các nghệ sĩ nhạc pop Hàn Quốc dưới thời S.M. Entertainment bao gồm Kangta, BoA, TVXQ, Super Junior (Super Junior-M), Girls' Generation, SHINee, f(x), EXO, Trương Lực Doãn và Tasty đã biểu diễn tại sân vận động lần đầu tiên vào ngày 19 tháng 10 năm 2013 như một phần của SMTown Live World Tour III.
Ngôi sao nhạc pop Trung Quốc Trương Kiệt đã tổ chức buổi hòa nhạc Future Live tại sân vận động vào ngày 11 tháng 8 năm 2018.
Ngôi sao nhạc rock và nhạc pop Trung Quốc Hoa Thần Vũ là nghệ sĩ solo đầu tiên dưới 30 tuổi tổ chức một buổi hòa nhạc, chưa kể hai buổi hòa nhạc, vào ngày 8 tháng 9 năm 2018 đến ngày 9 tháng 9 năm 2018. Năm 2023, anh cũng là người đầu tiên tổ chức 2 buổi hòa nhạc tại đây với thiết kế sân khấu bốn mặt.
Kể từ năm 2014, vòng chung kết cuộc thi hát tiếng Trung The Voice of China and Sing! China, dựa trên cuộc thi hát quốc tế đình đám The Voice, được tổ chức tại sân vận động. Các trận chung kết thường được tổ chức vào ngày 7 tháng 10 hoặc vào Chủ nhật của Tuần lễ Vàng để kỷ niệm sự kiện này.

### Cuộc thi hoa hậu
Trong quý 4 năm 2017, sân vận động này cũng mở cửa cho các sự kiện hoa hậu trong nước và quốc tế.

### Di sản sau Thế vận hội
Vào ngày 12 tháng 1 năm 2009, các chủ sở hữu của địa điểm đã công bố kế hoạch cho sân vận động để trở thành một khu phức hợp mua sắm và giải trí. Các kế hoạch này, đang được phát triển bởi Citic Group, dự kiến sẽ mất từ ba đến năm năm để đạt được. Sân vận động cũng sẽ tiếp tục hoạt động như một điểm thu hút khách du lịch, đồng thời tổ chức các sự kiện thể thao và giải trí.
Sân vận động Quốc gia được dự định là một Tượng đài của Trung Quốc Mới, dự kiến sẽ được hàng triệu khách du lịch đến thăm và giới thiệu thông qua một loạt các phương tiện truyền thông đại diện.
Mặc dù không có các sự kiện quan trọng, nhưng sân vận động này dường như mang lại lợi nhuận khá cao, thu hút khoảng 20.000 đến 30.000 người mỗi ngày với giá vé vào cửa là 50 nhân dân tệ. Năm 2010, sân được sử dụng làm công viên giải trí tuyết. Chi phí duy trì địa điểm khoảng 9 triệu đô la mỗi năm.
Sân vận động được sử dụng cho vòng chung kết của Chung kết thế giới Liên Minh Huyền Thoại 2017. Sự kiện bao gồm các màn trình diễn của Châu Kiệt Luân.
Sân vận động này dự kiến được sử dụng cho lễ khai mạc và bế mạc Thế vận hội Mùa đông 2022 và Paralympic Mùa đông 2022. Đây sẽ là sân vận động duy nhất tổ chức cả Thế vận hội Mùa hè và Mùa đông cũng như lễ khai mạc Paralympic.

## Hình ảnh

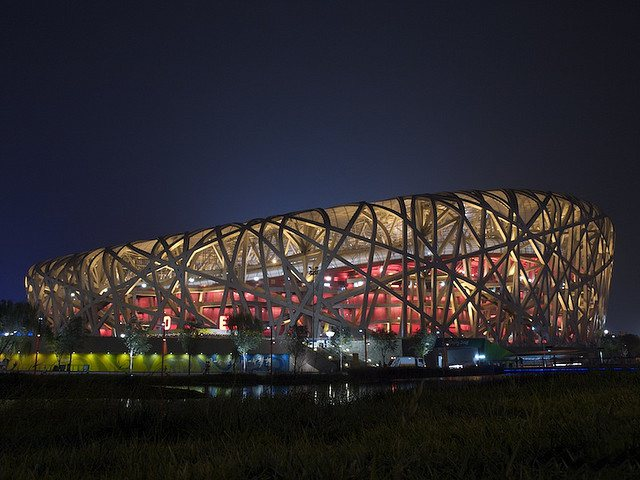
Sân vận động Quốc gia Bắc Kinh vào ban đêm trong Thế vận hội Mùa hè
Bên trong sân vận động trong Thế vận hội Mùa hè 2008Bên trong sân vận động trong Thế vận hội Mùa hè 2008
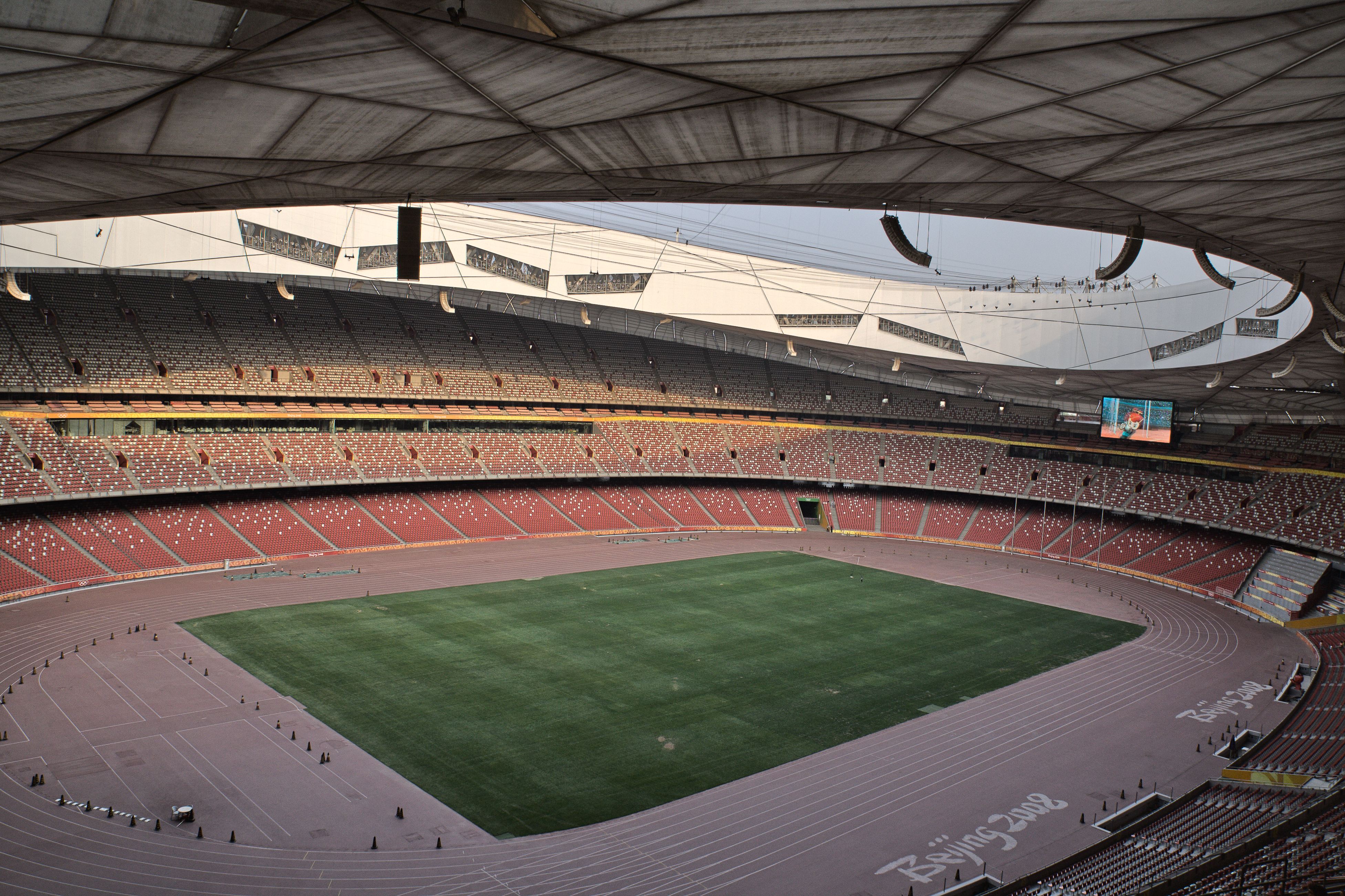
Bên trong sân vận động
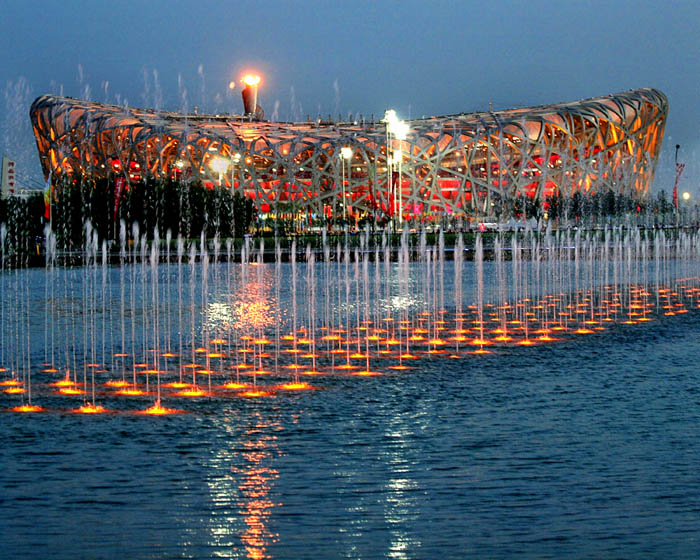
Ngọn đuốc Thế vận hội Mùa hè 2008
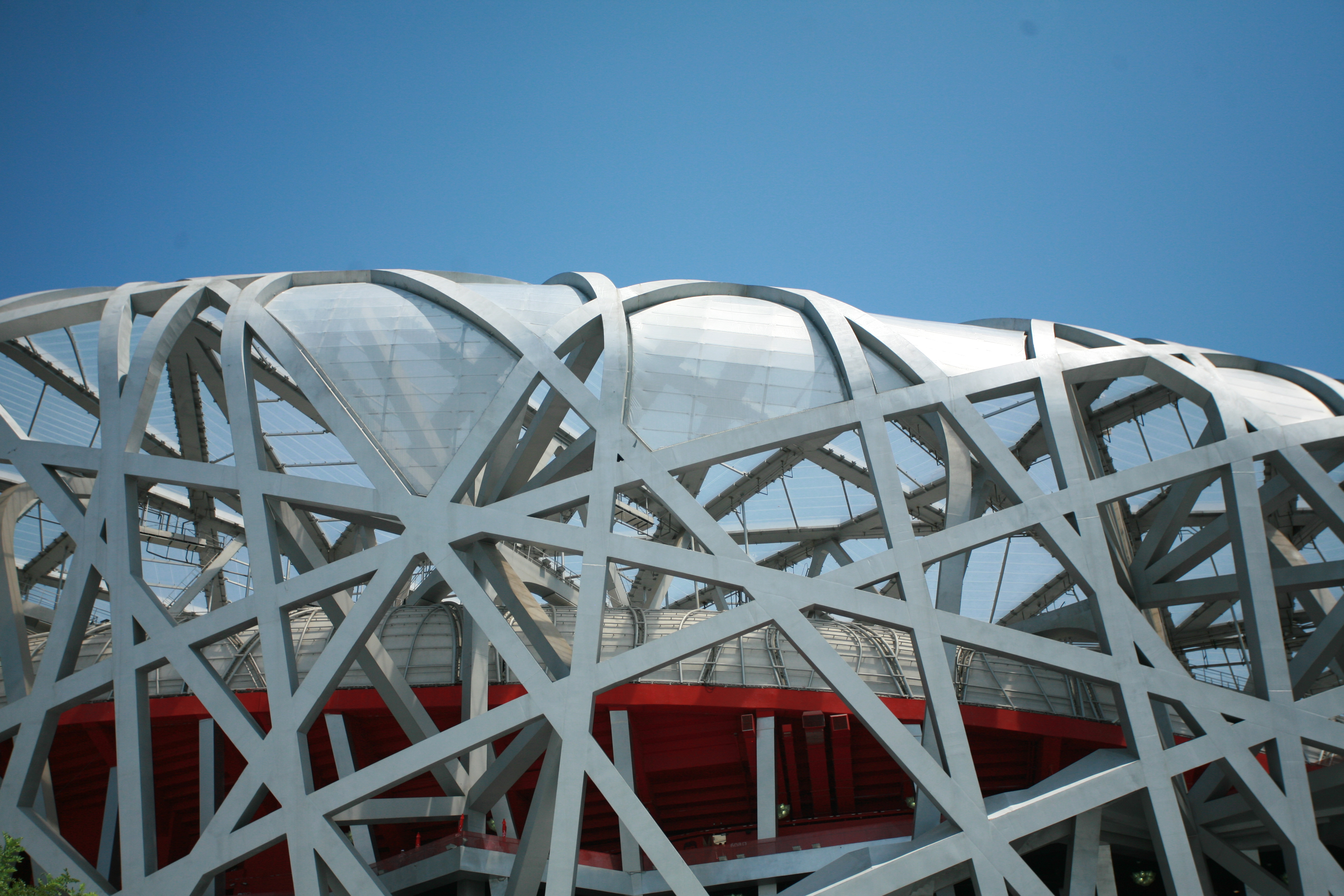
Chi tiết bên ngoài
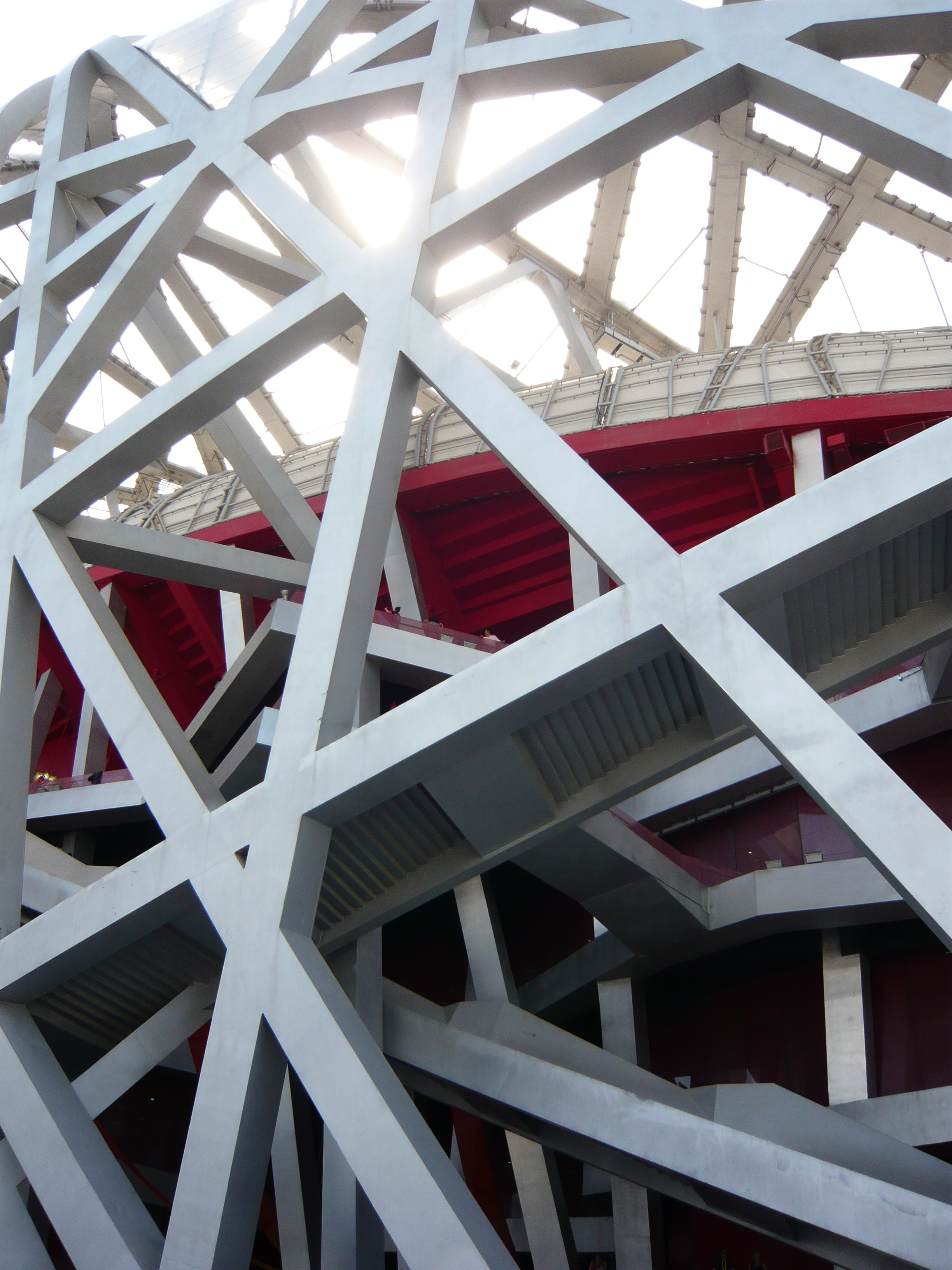
Chi tiết kiến trúc bên ngoài sân vận động
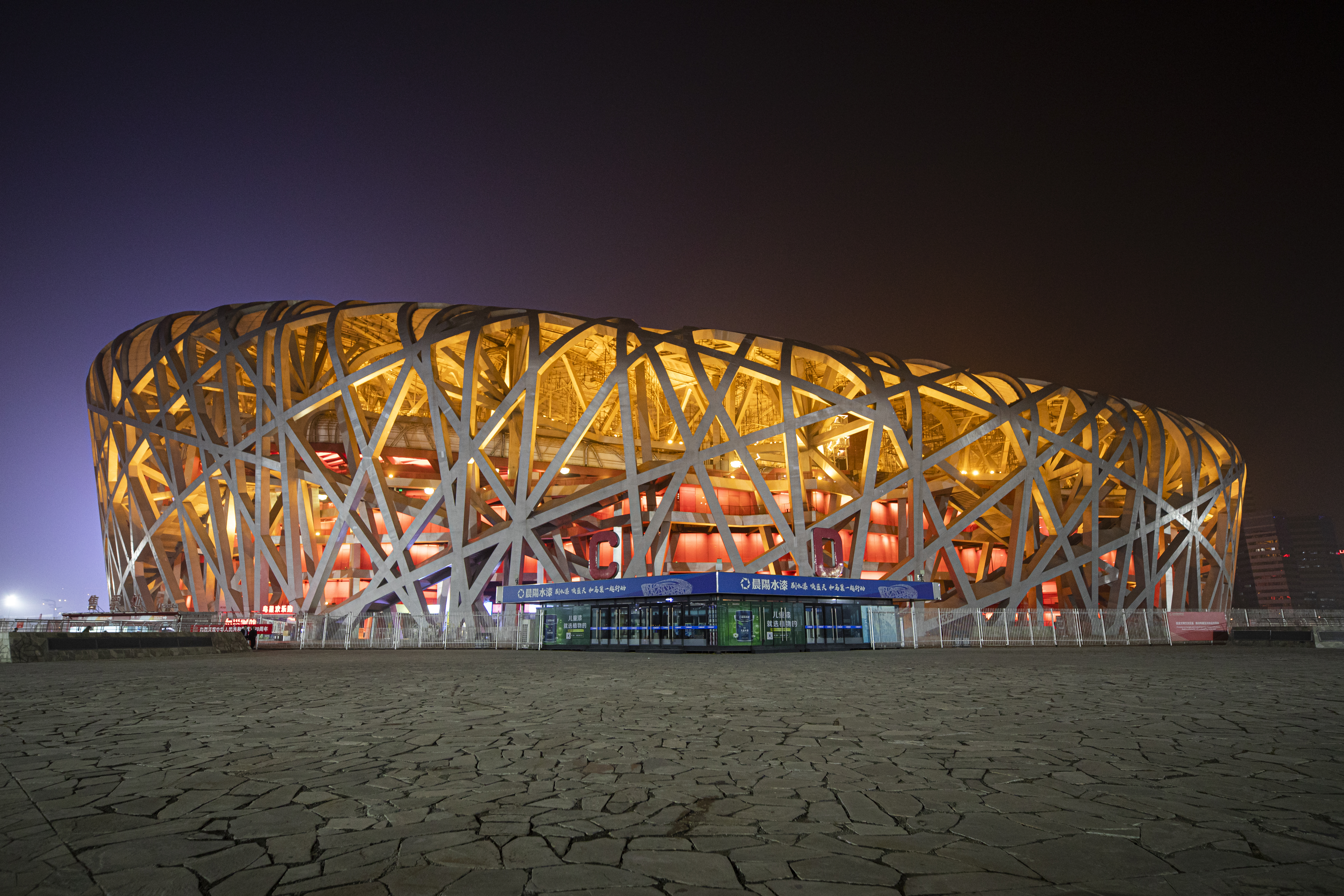
Sân vận động Quốc gia Bắc Kinh vào ban đêm